# Plage des Roches
La plage des Roches est une plage principalement rocheuse qui se situe sur la commune  de Kourou dans le département de la Guyane.
Non loin de cette plage, on peut apercevoir et approcher la Tour Dreyfus.